# Lavatera flava
Lavatera flava là một loài thực vật có hoa trong họ Cẩm quỳ. Loài này được Desf. mô tả khoa học đầu tiên năm 1798.